# كيفن شيرلي
كيفن شيرلي (بالإنجليزية: Kevin Shirley)‏ هو ملحن ومنتج أسطوانات جنوب أفريقي، ولد في 29 يونيو 1960 في جوهانسبرغ في جنوب أفريقيا.

## وصلات خارجية
- الموقع الرسمي
- كيفن شيرلي على موقع ميوزك برينز (الإنجليزية)
- كيفن شيرلي على موقع أول ميوزيك (الإنجليزية)
- كيفن شيرلي على موقع ديسكوغز (الإنجليزية)